# Jewhen Tarasenko
Jewhen Wołodymyrowycz Tarasenko, ukr. Євген Володимирович Тарасенко (ur. 3 marca 1983 w Czerkasach)) – ukraiński piłkarz, grający na pozycji obrońcy, trener piłkarski.

## Kariera piłkarska

### Kariera klubowa
Rozpoczął karierę piłkarską najpierw w drugiej drużynie FK Czerkasy-2. W latach 2001-2002 bronił barw drugiej drużyny Worskła-2 Połtawa. W 2003 powrócił do Dnipra Czerkasy, gdzie 26 lipca 2003 zadebiutował w podstawowej jedenastce czerkaskiego klubu. W sierpniu 2008 razem z bratem Ołehiem przeszedł do Karpat Lwów. W lutym 2011 podpisał 1,5-roczny kontrakt z Czornomorcem Odessa, jednak grał tylko do sierpnia 2011. Potem powrócił do domu, gdzie zasilił skład Sławutycza Czerkasy.

## Kariera trenerska
Jeszcze będąc piłkarzem rozpoczął pracę szkoleniową. 24 października 2012 jako grający trener dołączył do sztabu szkoleniowego Sławutycza Czerkasy, w którym pracował do zakończenia sezonu 2012/13.

## Sukcesy i odznaczenia

### Sukcesy klubowe
- mistrz Drugiej lihi Ukrainy: 2006